# Космос-1337
Космос-1337 – советский разведывательный спутник серии УС-П, нёсший на борту аппаратуру для радиотехнической разведки. Был запущен 11 февраля 1982 года с космодрома «Байконур».

## Запуск
Запуск космического аппарата состоялся в 1:12 по Гринвичу 11 февраля 1982. Для вывода спутника на орбиту использовалась ракета-носитель «Циклон-2». Старт был осуществлён с площадки космодрома «Байконур». После успешного вывода на орбиту спутник получил обозначение «Космос-1337», международное обозначение 1982-010A и номер по каталогу спутников 13061.
«Космос-1337» эксплуатировался на низкой околоземной орбите. По состоянию на 11 февраля 1982 года он имел перигей 436 км, апогей 456 километров и наклон 65° с периодом обращения 93,3 минуты.

## Инцидент
19 февраля 1982 года в связи с нештатной ситуацией вышла из строя аппаратура на борту космического аппарата. В результате спутник «Космос-1337» не смог продолжить выполнение задач, был сведён с орбиты и сгорел в плотных слоях атмосферы.

## Космический аппарат
«Космос-1337» принадлежал серии УС-П (Управляемый Спутник Пассивный), индекс ГРАУ — 17Ф17. Данные спутники являлись компонентой глобальной морской космической разведки и целеуказания МКРЦ «Легенда». Спутники этой серии были разработаны в Реутовском НПО Машиностроения.